# さとう音楽事務所
有限会社さとう音楽事務所（さとうおんがくじむしょ）は、宮城県仙台市にある芸能事務所。看板タレントは同社の代表取締役社長でもあるさとう宗幸。

## 所属アーティスト
- さとう宗幸
- 高橋佳生
- シュガーメイツ
- M's Duck（新坂正章、舘山健二）
- 亜KIRA

## 所属キャスター
- 柴山光由（元仙台放送アナウンサー）
- 折原聖月（元ミヤギテレビアナウンサー）
- 柳生聡子（元仙台放送アナウンサー）